# Tatort: Der Phoenix-Deal
Der Phoenix-Deal ist ein Fernsehfilm aus der Kriminalreihe Tatort der ARD und des ORF. Der Film wurde vom SFB produziert und am 28. Juli 1996 erstmals ausgestrahlt. Es handelt sich um den zweiten Fall des Ermittler-Duos Roiter und Zorowski und die 339. Tatort-Folge. Roiter und Zorowski müssen den Mord an einem angeblich Obdachlosen und dessen Verwicklung im DDR-Kunsthandel über die KOKO klären.

## Handlung
Nach einem Pferderennen erschießt der Tierarzt Dr. Hassler trotz Flehens seiner Assistentin Susi ein verletztes Rennpferd, das trotz der Beeinträchtigung auf die Bahn geschickt wurde, ein. Der Obdachlose Persico, der bei dem Rennen Geld verloren hat, erzählt seinem jungen Bekannten Dizzi von seiner Vorliebe für asiatische Kunst, vor allem für ein chinesisches Phoenix-Amulett. Dizzi arbeitet als „Scout“ für eine Talkshow und hat Persico einen Platz in der Show vermittelt. Während die aufgezeichnete Sendung im Fernsehen ausgestrahlt wird, werden Roiter und Zorowski ins Fernsehstudio gerufen, da Persicos Leiche dort während der Aufzeichnung auf der Toilette aufgefunden wurde. Zunächst sieht es nach Herzversagen aus, doch die Spurensicherung stellt fest, dass die Leiche zum Fundort geschleift worden ist. Weiterhin stellen die Beamten fest, dass Persico offenbar doch einen festen Wohnsitz in der Berliner Innenstadt hatte, zudem erhalten sie von der Redaktion den Hinweis, dass Dizzi Persico in die Sendung vermittelt hatte. In Persicos Wohnung finden die Beamten viele asiatische Kunstgegenstände, zudem stellen sie fest, dass schon jemand vor ihnen in der Wohnung gewesen sein muss.
Am nächsten Morgen sucht Dizzi Dr. Hasslers Assistentin Susi auf, weil er in sie verliebt ist. Er teilt ihr mit, dass Persico tot ist, und will von ihr wissen, was von Persicos Gerede zu halten ist. Unterdessen erfährt Roiter in der Rechtsmedizin, dass Persico einen Herzschrittmacher sowie Spuren trug, dass er durch einen Elektroschocker außer Gefecht gesetzt wurde, wie sie auf Schlachthöfen verwendet werden. Der Bestseller-Autor und Edel-Aussteiger Benedikt Florsheim, der ebenfalls in der Talkshow war, sucht Dr. Hassler auf und macht ihm Vorwürfe, da dieser hätte wissen müssen, dass Persico an dem Elektroschock verstirbt. Hassler versichert, dass er nichts von Persicos Herzkrankheit gewusst habe und man ohnehin nur Herzversagen wird feststellen können. Roiter und Zorowski suchen Dizzi auf, dieser gibt an, Persico nicht weiter zu kennen, dieser habe die Sendung kurz vor seinem Tod verlassen und sei auf Toilette gegangen. Persico sei eingeladen worden, um Florsheim in der Sendung Paroli zu bieten. Dizzi sucht später den Pfandleiher Brandwein auf und befragt ihn nach dem Schmuckstück, das er für Persico vor der Sendung bei diesem ausgelöst hatte, um es Persico in die Sendung zu bringen. Brandwein erklärt ihm, dass es sich um das Phoenix-Amulett handele und zu DDR-Zeiten illegaler Handel mit Kunstschätzen wie diesen getätigt wurde.
Roiter sucht im Studio mit seinem Kollegen Zorowski die alte NVA-Jacke, die Persico in der Sendung getragen hatte und die später verschwunden war. Die Redakteurin erinnert sich, dass Florsheim die Jacke nach der Sendung mitgenommen habe. Dizzi trifft sich mit Susi, zeigt ihr das Phoenix-Amulett und möchte die Hintergründe erfahren. Er erzählt ihr, dass Persico fast ausgerastet war, als er erfuhr, dass auch Florsheim in der Sendung sein würde. Nachdem ihm Susi die Hintergründe erklärt hat, ruft Dizzi Hassler an und schlägt ihm einen Deal vor. Er ist bereit, ihm die chinesische Phoenix zu übergeben, wenn er ihn entsprechend bezahlt. Roiter und Zorowski erfahren unterdessen von der Redakteurin der Talkshow, dass Florsheim zwar zum Flughafen gebracht wurde, sie ihn aber eine halbe Stunde später stadteinwärts hat fahren sehen. Florsheim, der den Erpressungsanruf von Dizzi mitbekommen hat, wird währenddessen immer nervöser, doch Hassler versichert ihm, die Angelegenheit weiter im Griff zu haben. Roiter und Zorowski nehmen Florsheim ins Visier und ermitteln, dass dieser im DDR-Kunsthandel der KOKO verwickelt gewesen war. Weiterhin haben die Beamten ermittelt, dass Persico eigentlich Lamberz hieß und ebenfalls bei der KOKO beschäftigt war.
Roiter sucht den Rechtsanwalt Dr. Benedikt auf, dieser klärt Roiter über die Zusammenarbeit von Lamberz, Florsheim und Hassler auf. Florsheim war für die Ermittlung von Kunstgegenständen in der DDR zuständig, Lamberz und Hassler haben diese dann auch mit rabiaten Mitteln eingetrieben, um sie in den Westen zu verkaufen. So sind sie auch an die asiatische Kunstsammlung aus Privatbesitz gekommen. Lamberz hatte Gewissensbisse und wurde zum Alkoholiker, Roiter vermutet, dass er in der Talkshow auspacken wollte. Eines der Schmuckstücke in der Sammlung ist verschwunden, Roiter vermutet richtig, dass Lamberz dieses in seinem Besitz hatte. Freck-Fraksen, der ehemalige Vorgesetzte des Trios, wird unterdessen von seinen asiatischen Geschäftspartnern unter Druck gesetzt, dass Phoenix-Amulett herauszugeben, sie hätten eine Vereinbarung, Freck-Fraksen versichert, dieses bald liefern zu können. Hassler bringt seine Assistentin Susi in seine Gewalt und setzt sie unter Druck, ihm zu sagen, wo Dizzi das Amulett versteckt hat. Roiter und Zorowski stoßen bei der Durchsicht der Akten auf Brandwein, dieser erzählt ihnen von dem Phoenix-Amulett, dass Dizzi bei ihm am Vorabend ausgelöst hatte. Als die Beamten erfahren, dass das Schmuckstück eine halbe Million Mark wert ist, durchsuchen sie den Wohnwagen von Dizzi. In diesem Moment erhält Dizzi einen Anruf von Susi, die ihn anfleht, das Amulett an Hassler und Florsheim zu übergeben, Roiter findet unterdessen das Amulett im Wohnwagen.
Roiter instruiert Dizzi für eine fingierte Übergabe, bei der die Beamten mit einem Großaufgebot im Hintergrund agieren. Dizzi wird bei der Übergabe von Florsheim mit einem Elektroschocker überwältigt und Florsheim nimmt ihm das Schmuckstück ab. Unmittelbar danach wird Florsheim wiederum von den asiatischen Geschäftspartnern Freck –Fraksens attackiert. Den Beamten gelingt es, die Asiaten und Florsheim zu überwältigen und festzunehmen und das Phoenix-Amulett sicherzustellen, lediglich Hassler entkommt, wird aber von Zorowski verfolgt. Florsheim flieht in ein Bürogebäude in der Innenstadt, Roiter lässt dieses stürmen und nimmt dort Freck-Fraksen, der gerade den Kunst-Deal mit koreanischen Geschäftspartnern einfädelt, fest, die gesamte Kunstsammlung kann sichergestellt werden. Dizzi sagt unterdessen aus, dass er Lamberz anfangs nur über seine Scout-Tätigkeit kennen gelernt hatte und dass er erst nach dessen Tod seine Chance gewittert habe, Geld zu verdienen. Er erzählt weiterhin, dass die Talkgäste eine halbe Stunde vorher erfahren, welche anderen Gäste dort sind. Florsheim, der bereits zu DDR-Zeiten Konten in Spanien eingerichtet hatte und die Gelder später durch seine Autorentätigkeit kaschierte, hatte somit genug Zeit, Hassler anzurufen, der Lamberz mit dem Elektroschocker ruhig stellen wollte. Die Beamten entdecken in Hasslers Pferdestall das von Florsheim dort versteckte Zertifikat und die NVA-Jacke, so dass sie Hassler die Tötung Lamberz’ nachweisen können.

## Produktion
Der Tatort Der Phoenix-Deal ist eine Produktion im Auftrag des SFB für Das Erste. Der Film wurde in Berlin und Umgebung gedreht. Bei seiner Erstausstrahlung am 28. Juli 1996 hatte Der Phoenix-Deal 4,96 Millionen Zuschauer, was einem Marktanteil von 18,05 % entspricht.
Die zwölf Filme des SFB mit Winfried Glatzeder wurden nicht auf herkömmlichen Filmmaterial aufgezeichnet, sondern mit Hilfe von Betacam-Videokameras, was eine Videoclip-Ästhetik der Filme zur Folge hatte, die vielfach kritisiert wurde. Auch der 1995 vom SFB produzierte Polizeiruf 110: Sieben Tage Freiheit wurde in diesem Format aufgezeichnet und ebenfalls kritisiert.
Im April 2025 wurde der Tatort erstmals seit der Erstausstrahlung im Jahre 1996 in einer technisch bearbeiteten Fassung zum 80. Geburtstag für Winfried Glatzeder vom rbb erneut ausgestrahlt.

## Kritik
TV Spielfilm beurteilte den Film mittelmäßig und urteilte, „die ostdeutschen ‘Tatort’-Macher wühlen nicht nur in Kunst-, sondern auch in deutscher Geschichte. Kaum zu ertragen ist dabei allerdings die optische Umsetzung, die irgendwo zwischen Heimvideo und ‘Lindenstraßen’-Ästhetik liegt“. Das Fazit lautete: „Auch Verbrechen ist eine Kunst…“.